# Blepharita euplexina
Blepharita euplexina är en fjärilsart som beskrevs av Max Wilhelm Karl Draudt 1950. Blepharita euplexina ingår i släktet Blepharita och familjen nattflyn. Inga underarter finns listade i Catalogue of Life.